# (27147) Mercedessosa
(27147) Mercedessosa est un astéroïde de la ceinture principale.

## Description
(27147) Mercedessosa est un astéroïde de la ceinture principale. Il fut découvert par le programme OCA-DLR Asteroid Survey (ODAS) le 17 décembre 1998 à Caussols. Il présente une orbite caractérisée par un demi-grand axe de 2,96 UA, une excentricité de 0,008 et une inclinaison de 8,39° par rapport à l'écliptique.
Il fut nommé en hommage à la chanteuse argentine Mercedes Sosa (1935-2009), connue sous le nom de La Negra par ses fans.

## Compléments